# Сопутствующее смешение
Сопу́тствующее смеше́ние — фактор, угрожающий внутренней валидности, состоящий в том, что на зависимую переменную обычно влияют различные нерелевантные стимулы, от которых принципиально невозможно избавиться. В задачи исследователя входит определение степени влияния этих стимулов на зависимую переменную, чтобы быть уверенным в том, какое влияние на неё оказывает изменение независимой переменной, интересующей экспериментатора.

## Пример
При исследовании влияния на поведение животных различных участков головного мозга сам факт перенесения операции по удалению соответствующего участка может изменить поведение подопытного животного (к примеру, эксперимент Гаффана).

## Источник
- Зароченцев К. Д., Худяков А. И. Экспериментальная психология : учебник. — М. : Проспект, 2005. — С. 68. — 208 с. — 3000 экз. — ISBN 5-98032-770-3.

## Другие факторы, угрожающие внутренней валидности
- Эффект последовательности
- Эффект Розенталя
- Эффект Хоторна
- Эффект плацебо
- Эффект аудитории
- Эффект первого впечатления
- Эффект Барнума
- Статистическая регрессия